# Eiji Tsuburaya
Eiji Tsuburaya (円谷 英二, Tsuburaya Eiji), né Eiichi Tsumuraya (円谷 英一, Tsumuraya Eiichi) le 10 juillet 1901 à Sukagawa et mort le 25 janvier 1970 est un responsable d'effets spéciaux japonais connu pour avoir travaillé sur de nombreux films de science-fiction. Il est l'un des co-créateurs de la série des Godzilla et il est également le créateur principal d'Ultraman.

## Jeunesse
Tsuburaya décrit son enfance comme étant remplie « d’émotions mêlées ». Il est le fils aîné de Isamu et Sei Tsuburaya, et a de nombreux frères et sœurs. Sa mère meurt alors qu’il a 3 ans et son père part vivre en Chine pour des affaires de famille. Le jeune Eiji est depuis lors vaguement élevé par son oncle Ichirō et sa grand-mère paternelle Natsu. 
En 1908, il entre à l’école primaire de Sukagawa Choritsu Dai'ichi Jinjo Kōtō Shōgakkō et deux ans plus tard, se prend de passion pour la construction de maquettes d’avion, ce qui est en grande partie dû au succès phénoménal des aviateurs japonais de l’époque. Il réalise ses maquettes en bois en se basant sur les photos qu'il trouve dans les journaux. Les modèles réduits qu'il construit sont tellement précis et bien proportionnés qu'un journal local consacre une interview au jeune maquettiste. Il continuera de pratiquer ce passe-temps jusqu’à sa mort. En 1911, Tsuburaya assiste à une projection de film pour la première fois. Davantage que les images d'un volcan en éruption projetées, le jeune homme est captivé par le projecteur. Il se prend d'intérêt pour la production de films. 
En 1915, à l’âge de 14 ans, il obtient l’équivalent japonais du certificat d'études et, malgré les réticences de sa famille, il intègre l’École Japonaise d’Aviation à Haneda. Après la fermeture de cette école en 1917 à la suite de la mort accidentelle de son fondateur, Seitaro Tamai, Tsuburaya entre à l'Ecole d'ingéneurie de Tokyo. En parallèle de ses études, ses talents de maquettiste lui permettent d'être engagé au département de recherche et développement de la compagnie de jouets Utsumi. Il conçoit des jouets à succès et y commence une carrière fructueuse. Mais une rencontre inattendue à une fête de la compagnie en 1919 va changer le cours de son destin : Yoshirō Edamasa lui offre l’opportunité de faire ses preuves en tant que cadreur.

## Début de carrière et propagande de guerre
En 1919, son premier emploi dans l’industrie du cinéma est celui d’assistant directeur de la photographie à la Tennenshoku Katsudo Shashin Kabushiki Kaisha (aussi surnommé Tenkatsu) qui produit les films d'Edamasa. Tsuburaya passe à la Kokkatsu Nihon Katsudou Shashin Kabushiki-kaisha lorsqu'elle rachète la Tenkatsu. Il y reste lorsque Edamasa part étudier la réalisation à Hollywood. Après avoir servi en tant que membre du personnel de la correspondance de l'armée entre 1921 et 1923, Tsubaraya retourne à la Kokkatsu, dans un Tokyo dévasté par le tremblement de terre. Il y tourne notamment le film Le Bossu de Enmeiin (Enmeiin no Semushiotoko) en tant que cadreur. En 1926, il rejoint la Kinugasa Motion Picture League et son réalisateur vedette Teinosuke Kinugasa. A la caméra, il contribue grandement à l'esthétique surréaliste du film révolutionnaire de Kinugasa Kurutta Ippeiji (Une Page Folle).

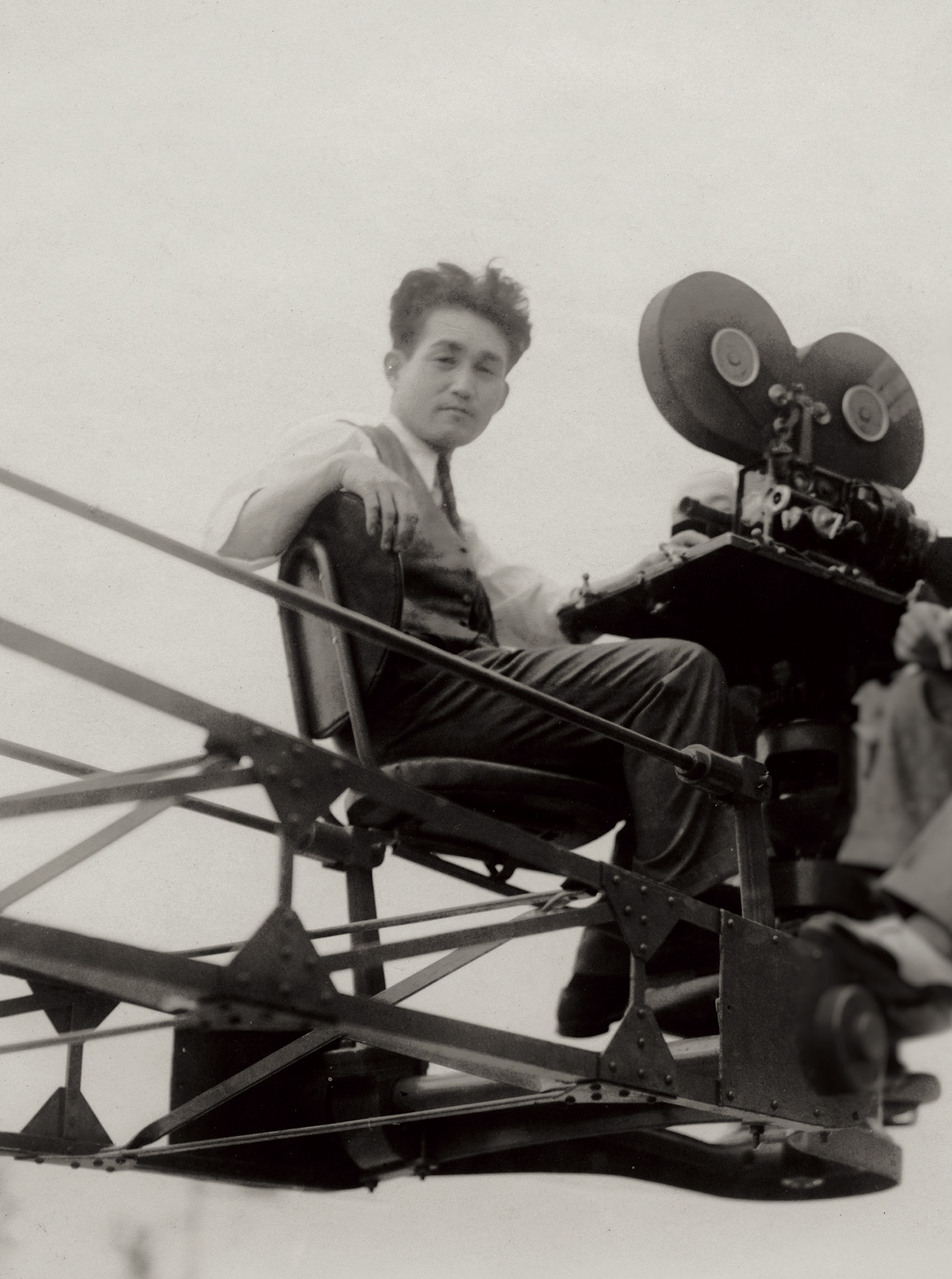

Il entre aux studios Shōchiku en 1926 et devient cadreur à plein temps à partir de 1927. Pendant cette période, il commence à créer et à utiliser des techniques de film innovantes. Par exemple, il est le premier dans le cinéma japonais à utiliser une grue pour sa caméra. En 1930, dans le film Chohichiro Matsudaira, il créa une illusion visuelle par superposition d’images. C’est ainsi que commence le travail pour lequel il est connu de nos jours : les effets spéciaux.
1930 est également l’année de son mariage avec Masano Araki. Hajime, l’ainé de ses trois fils, nait trois ans plus tard. Pendant les années 1930, Tsuburaya travaille pour plusieurs studios successifs et se taille la réputation d’être très méticuleux dans son travail. C’est pendant cette période qu’il voit le film qui va influencer toute sa carrière. Après le succès international de Godzilla en 1954, Tsuburaya dira : « Quand j’ai travaillé pour Nikkatsu, King Kong était projeté à Kyoto et je n’oublierai jamais ce film. Je me suis dit "Je ferai un jour un film de monstre comme celui-là." »
En 1938, il dirige les Techniques d’Effets Spéciaux aux studios Tōhō Kabushiki-gaisha, créant un département indépendant des Effets Spéciaux en 1939. Cette période est propice à Tsuburaya pour le développement de la technique et lui permet de décrocher quelques récompenses. Mais il ne reste pas longtemps à Tōhō.
Pendant la Seconde Guerre Sino-Japonaise et la Seconde Guerre mondiale, il réalise plusieurs films de propagande et produit quelques effets spéciaux pour la Division de Recherche de Films Éducatifs de Tōhō, créée par décret du gouvernement impérial. Ce travail inclut Kōdō Nippon (La Voie Impériale du Japon) (1938), Kaigun Bakugeki-tai (Escadron de bombardiers) (1940), Moyuru ōzora (Le Ciel Brulant) (1940),  Hawai Marē oki kaisen (La Bataille navale à Hawaï et au large de la Malaisie) (1942), Kessen-no Ōzara-e (Bataille décisive dans le ciel) (1942), Katō hayabusa sentō-tai (L’Escadrille des faucons de Katō) (1944).
Pendant la période d’occupation du Japon qui succède à la guerre, l’association des travaux de Tsuburaya avec la propagande japonaise s’est avérée être un obstacle pour sa carrière dans la période qui suit. C'est pourquoi il se lance en tant qu’indépendant en créant sa propre maison de production, Tsuburaya Visual Effects Research, tout en travaillant également sur quelques films pour d’autres studios, jusqu’à ce qu’il retourne travailler pour Tōhō au début des années 1950.

## Sa carrière à Tōhō

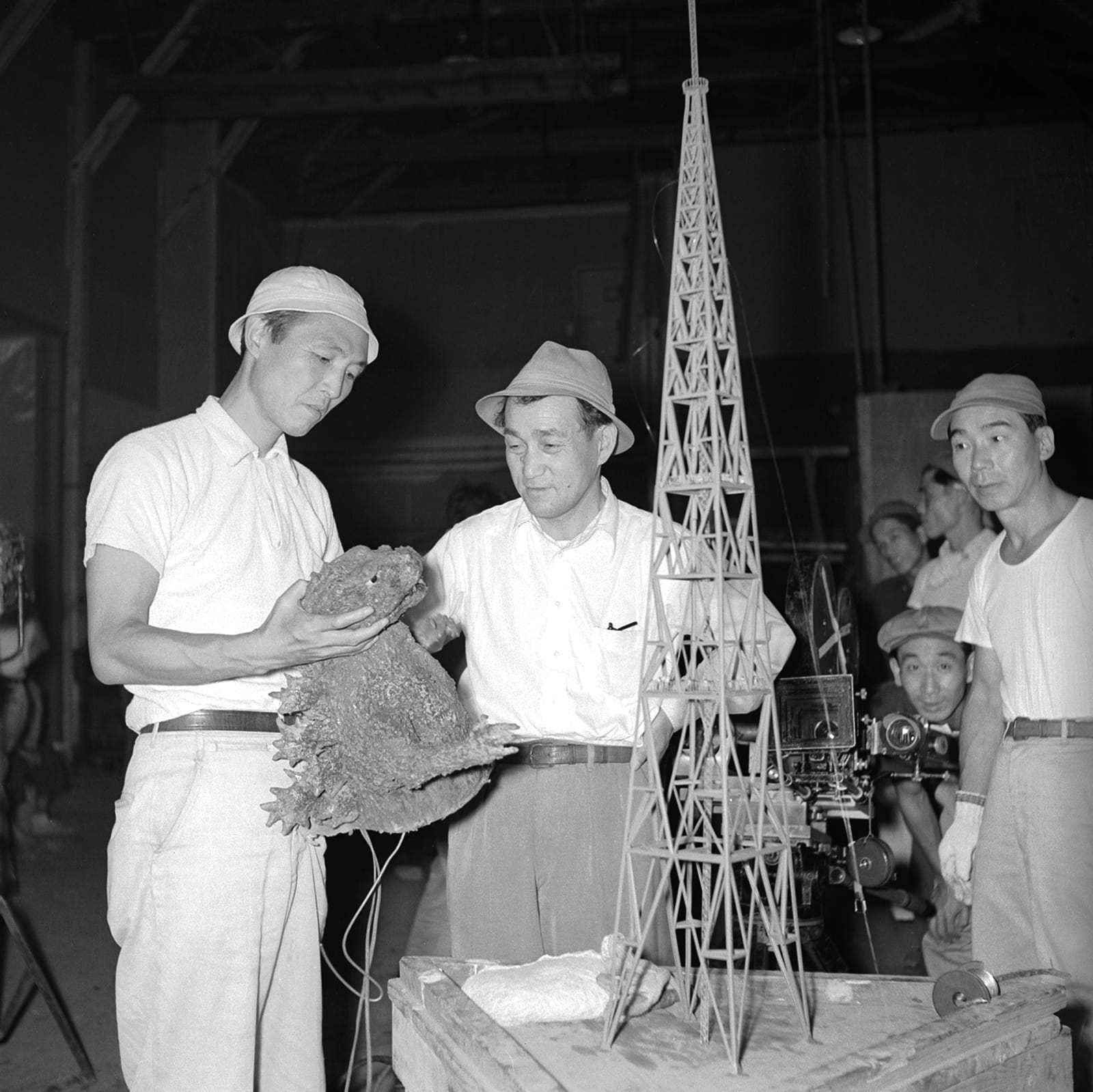
Ishirō Honda et Eiji Tsuburaya sur le tournage de Godzilla (1954).

À la tête du Département des Effets Spéciaux de Tōhō qu’il a créé en 1939 (et appelé Département des Arts Spéciaux jusqu’en 1961), il dirige une équipe d’une soixantaine d’artisans, de techniciens et de cadreurs. C’est là qu’il commence à faire équipe avec le réalisateur Ishirō Honda et le producteur Tomoyuki Tanaka, avec qui il réalise Godzilla  (ゴジラ - Gojira) en 1954. 
Pour son travail dans Godzilla, Tsuburaya gagne son premier Prix de la Technique de Film. Contrairement à Willis O’Brien qui a utilisé la technique de l’animation en volume pour créer King Kong dans le film du même nom en 1933, Tsuburaya crée les effets spéciaux de son monstre géant grâce à un homme vêtu d’un costume de caoutchouc. Cette technique, maintenant associée intimement avec les kaiju japonais ou les films de monstre, est aussi appelée suitmation (mot popularisé par la presse japonaise dans les années 1980). Cette technique, en utilisant des décors miniatures détaillées parcourus par des acteurs en costumes de monstre est encore utilisé aujourd'hui (parfois combinée avec des techniques d’image de synthèse) et est maintenant considéré comme un art typiquement japonais.
L’immense succès de Godzilla amène Tōhō à produire une série de films de science-fiction, certains en introduisant de nouveaux montres, d’autre utilisant à nouveau le personnage de Godzilla. Parmi ces films, les plus populaires et les plus critiqués sont ceux impliquant l’équipe de Godzilla : Tsuburaya, Honda et Tanaka ainsi que leur compositeur Akira Ifukube. Pendant cette période, Tsuburaya produit également des effets spéciaux pour des films autres que des films de monstre comme L’Homme H (1958) ou La Dernière Guerre de l'Apocalypse (1961), et gagne un autre prix japonais de la Technique de Film pour son  travail dans le film de science-fiction Prisonnière des Martiens (1957). Il gagne également un prix en 1959 pour la création du « Tōhō Versatile System », une tireuse optique pour les images sur grand écran, qu'il fabrique de ses propres mains et utilise pour la première fois dans Les Trois Trésors en 1959 (Tsuburaya est constamment frustré par le mauvais état des équipements qu'il est contraint d'utiliser, et par les contraintes budgétaires imposées par Tōhō qui l’empêchent de faire l'acquisition de nouvelles technologies cinématographiques).
Fidèle à sa compagnie, Tsuburaya travaillera pour Tōhō jusqu’à sa mort en 1970.

## Reconnaissance
Le 7 juillet 2015, le 114e anniversaire de sa naissance a été célébré par un Google Doodle sur la page d'accueil du moteur de recherche.

## Filmographie sélective

### Directeur de la photographie
- 1935 : Kaguya hime (かぐや姫?) de Yoshitsugu Tanaka (ja)

### Réalisateur
- 1936 : Sekidō koete (赤道越えて?)
- 1936 : Kōta tsubute: Torioi Oichi (小唄磯 鳥追お市?)

### Responsable des effets spéciaux
- 1940 : Le Ciel en flammes (燃ゆる大空, Moyuru ōzora?) de Yutaka Abe
- 1942 : La Bataille navale à Hawaï et au large de la Malaisie (ハワイ・マレー沖海戦, Hawai Marē oki kaisen?) de Kajirō Yamamoto
- 1943 : La Guerre de l'opium (阿片戦争, Ahen sensō?) de Masahiro Makino
- 1944 : L’Escadrille des faucons de Katō (加藤隼戦闘隊, Katō hayabusa sentō-tai?) de Kajirō Yamamoto
- 1949 : La Femme de l'enfer (地獄の貴婦人, Jigoku no kifujin?) de Motoyoshi Oda
- 1954 : Godzilla (ゴジラ, Gojira?) d'Ishirō Honda
- 1954 : The Invisible Avenger (透明人間, Tomei ningen?) de Motoyoshi Oda
- 1958 : L'Homme H (美女と液体人間, Bijo to ekitainingen?) d'Ishirō Honda
- 1959 : La Naissance du Japon (日本誕生, Nippon Tanjō?)  de Hiroshi Inagaki
- 1960 : The Secret of the Telegian (電送人間?) de Jun Fukuda
- 1960 : The Human Vapor (ガス人間第1号, Gasu Ningen Daiichigō?) d'Ishirō Honda
- 1961 : Récits du château d'Osaka (大阪城物語, Ōsaka-jō monogatari?) de Hiroshi Inagaki
- 1962 : Le Choc des planètes (妖星ゴラス, Yosei Gorasu?) d'Ishirō Honda
- 1965 : L'Île des braves (None but the Brave) de Frank Sinatra